# ケウ
ケウ（欧字名:Keu、2019年4月20日 - ）は、日本の競走馬。2022年のル・プランタン賞の勝ち馬であり、2024年9月現在、国内における牝馬の最高馬体重出走記録（620kg）と最高馬体重勝利記録（593kg）の保持馬である。
馬名の意味は、稀有。特別な存在の馬になってほしいと願って命名。

## 戦績
2021年8月31日川崎の能力試験（4組、800m）を受け合格したが、6頭中6着、タイムは54.0と目立った内容ではなかった。デビューは11月12日の川崎・新馬（1400m）で、馬体重586kgでの出走となった。レースは後方からの競馬で6着に終わる。2戦目は未出走未受賞条件のニューフェイス賞で2番手からレースを進めるが、逃げた初出走馬のサンエイフォレストをとらえきれず2着。初勝利は3戦目の1月31日のテンペスタース特別で、スタートで出遅れるも後方からまくっていき直線も足色衰えず後続に6馬身の差を付ける圧勝の内容だった。
ややレース間隔をあけて、グランダムジャパンシリーズの4月10日佐賀競馬場のル・プランタン賞へ遠征する。長距離輸送があったにもかかわらず体重は12kg増え583kgとなっていた。レースでは後方から早めに好位に押し上げると、2周目四角先頭の競馬で押し切って重賞初制覇を果たす。この後はグランダムジャパン3歳シリーズの園田ののじぎく賞、地元川崎のシリーズ最終戦・関東オークスを使われるが、ともに大敗に終わる。なお、グランダムジャパン3歳シリーズは18ポイントで最終順位は3位であった。
秋復帰緒戦はルドベキア特別（川崎2000m）を選択し、これを2着とすると、同条件の準重賞・サルビアCでは13番人気ながら4着と好走した。続くロジータ記念は、国内における牝馬の最高馬体重出走記録となる602kgで臨んだが、7着に敗れる。
2023年の初戦となった1月2日の百人一首賞（B2B3）を、国内の牝馬最高馬体重勝利記録を更新する593kgで勝ち、3勝目。
その後は脚部不安で休養していたが、2024年9月3日地元・川崎のポルックス賞（B2B3）で復帰する。馬体重は前走から27kg増の620kgで自身の持っていた国内の牝馬最高馬体重出走記録を更新したが、レースはブービーの7着に終わった。

## 競走成績
以下の内容は、JBISサーチ、KEIBA.GO.JPに基づく。
| 競走日     | 競馬場 | 競走名               | 格           | 距離（馬場）    | 頭 数 | 枠 番 | 馬 番 | オッズ （人気） | 着順  | タイム （上がり3F） | 着差 | 騎手      | 斤量 [kg] | 1着馬（2着馬）       | 馬体重 [kg] |
| ---------- | ------ | -------------------- | ------------ | --------------- | ----- | ----- | ----- | --------------- | ----- | ------------------- | ---- | --------- | --------- | -------------------- | ----------- |
| 2021.11.12 | 川崎   | スパーキングデビュー | 新馬         | ダ1400m（稍重） | 9     | 1     | 1     | 038.80（8人）   | 006着 | R1:35.9（40.5）     | -2.7 | 0岡村健司 | 54        | ササノハクズ         | 585         |
| 2022.01.07 | 川崎   | ニューフェイス賞     | 未出走未受賞 | ダ1400m（稍重） | 8     | 8     | 8     | 008.30（4人）   | 002着 | R1:33.0（39.6）     | -0.2 | 0岡村健司 | 54        | サンエイフォレスト   | 585         |
| 0000.01.31 | 川崎   | テンペスタース特別   | 3歳四組      | ダ1400m（良）   | 12    | 8     | 11    | 001.70（1人）   | 001着 | R1:32.6（39.5）     | -1.3 | 0岡村健司 | 54        | （スリースター）     | 575         |
| 0000.04.10 | 佐賀   | ル・プランタン賞     | 重賞         | ダ1800m（良）   | 10    | 7     | 7     | 002.30（1人）   | 001着 | R2:00.5（37.2）     | -0.2 | 0岡村健司 | 54        | （ニフティスマイル） | 583         |
| 0000.05.12 | 園田   | のじぎく賞           | 重賞I        | ダ1700m（重）   | 12    | 3     | 3     | 003.70（2人）   | 008着 | R1:55.6（42.5）     | -2.8 | 0伊藤裕人 | 54        | ニネンビーグミ       | 575         |
| 0000.06.15 | 川崎   | 関東オークス         | JpnII        | ダ2100m（稍）   | 13    | 8     | 13    | 211.1（10人）   | 012着 | R2:22.0（40.8）     | -5.7 | 0岡村健司 | 54        | グランブリッジ       | 589         |
| 0000.09.12 | 川崎   | ルドベキア特別       | B2下         | ダ2000m（良）   | 7     | 7     | 7     | 010.00（4人）   | 002着 | R2:15.6（41.9）     | -0.3 | 0岡村健司 | 55        | ネゲヴ               | 593         |
| 0000.10.13 | 川崎   | サルビアC            | 準重賞       | ダ2000m（重）   | 14    | 3     | 3     | 107.3（13人）   | 004着 | R2:14.6（41.3）     | -1.0 | 0岡村健司 | 54        | レディオスター       | 599         |
| 0000.11.09 | 川崎   | ロジータ記念         | SI           | ダ2100m（良）   | 14    | 4     | 5     | 062.3（10人）   | 007着 | R2:20.6（42.0）     | -2.9 | 0岡村健司 | 54        | スピーディキック     | 602         |
| 2023.01.02 | 川崎   | 百人一首賞           | B2B3         | ダ2000m（良）   | 9     | 3     | 3     | 005.30（3人）   | 001着 | R2:14.3（41.2）     | -0.4 | 0岡村健司 | 53        | （ニャンチンノン）   | 593         |
| 2024.09.03 | 川崎   | ポルックス賞         | B2B3         | ダ2000m（重）   | 8     | 4     | 4     | 015.80（7人）   | 007着 | R2:18.3（42.4）     | -4.0 | 0岡村健司 | 53        | ダークモード         | 620         |

## 血統表
| ケウの血統                      | ケウの血統                         | ケウの血統              | （血統表の出典）        | （血統表の出典） |
| 父 *ラニ Lani 2013 芦毛         | 父の父Tapit 2001 芦毛              | Pulpit                  | A.P. Indy               | A.P. Indy        |
| 父 *ラニ Lani 2013 芦毛         | 父の父Tapit 2001 芦毛              | Pulpit                  | Preach                  |                  |
| 父 *ラニ Lani 2013 芦毛         | 父の父Tapit 2001 芦毛              | Tap Your Heels          | Unbridled               | Unbridled        |
| 父 *ラニ Lani 2013 芦毛         | 父の父Tapit 2001 芦毛              | Tap Your Heels          | Ruby Slippers           |                  |
| 父 *ラニ Lani 2013 芦毛         | 父の母ヘヴンリーロマンス 2000 鹿毛 | *サンデーサイレンス     | Halo                    | Halo             |
| 父 *ラニ Lani 2013 芦毛         | 父の母ヘヴンリーロマンス 2000 鹿毛 | *サンデーサイレンス     | Wishing Well            |                  |
| 父 *ラニ Lani 2013 芦毛         | 父の母ヘヴンリーロマンス 2000 鹿毛 | *ファーストアクト       | Sadler's Wells          | Sadler's Wells   |
| 父 *ラニ Lani 2013 芦毛         | 父の母ヘヴンリーロマンス 2000 鹿毛 | *ファーストアクト       | Arkadina                |                  |
| 母 ミヤサンキューティ 2008 芦毛 | 母の父*クロフネ 1998 芦毛          | *フレンチデピュティ     | Deputy Minister         | Deputy Minister  |
| 母 ミヤサンキューティ 2008 芦毛 | 母の父*クロフネ 1998 芦毛          | *フレンチデピュティ     | Mitterand               |                  |
| 母 ミヤサンキューティ 2008 芦毛 | 母の父*クロフネ 1998 芦毛          | *ブルーアヴェニュー     | Classic Go Go           | Classic Go Go    |
| 母 ミヤサンキューティ 2008 芦毛 | 母の父*クロフネ 1998 芦毛          | *ブルーアヴェニュー     | Eliza Blue              |                  |
| 母 ミヤサンキューティ 2008 芦毛 | 母の母イノセントニンフ 1997 栗毛   | *ヘクタープロテクター   | Woodman                 | Woodman          |
| 母 ミヤサンキューティ 2008 芦毛 | 母の母イノセントニンフ 1997 栗毛   | *ヘクタープロテクター   | Korveya                 |                  |
| 母 ミヤサンキューティ 2008 芦毛 | 母の母イノセントニンフ 1997 栗毛   | イノセントラジー        | *トニービン             | *トニービン      |
| 母 ミヤサンキューティ 2008 芦毛 | 母の母イノセントニンフ 1997 栗毛   | イノセントラジー        | ルナオーキッド          |                  |
| 母系(F-No.)                     | ナイトライト系(FN:22-d)            | ナイトライト系(FN:22-d) | ナイトライト系(FN:22-d) | [ § 2 ]          |
| 5代内の近親交配                 | Mr.Prospector 5×5                  | Mr.Prospector 5×5       | Mr.Prospector 5×5       | [ § 3 ]          |
| 出典                            | 1. 2. 3.                           | 1. 2. 3.                | 1. 2. 3.                | 1. 2. 3.         |

- 母ミヤサンキューティは、優駿スプリント、東京シンデレラマイルの勝ち馬。
- 4代母ルナオーキッドの半兄に1986年皐月賞勝ち馬のダイナコスモスがいる。
- そのほかの主な近親にメイショウトウコンなど。詳細はナイトライト#シャダイプリマ牝系を参照。